# Stormpolder

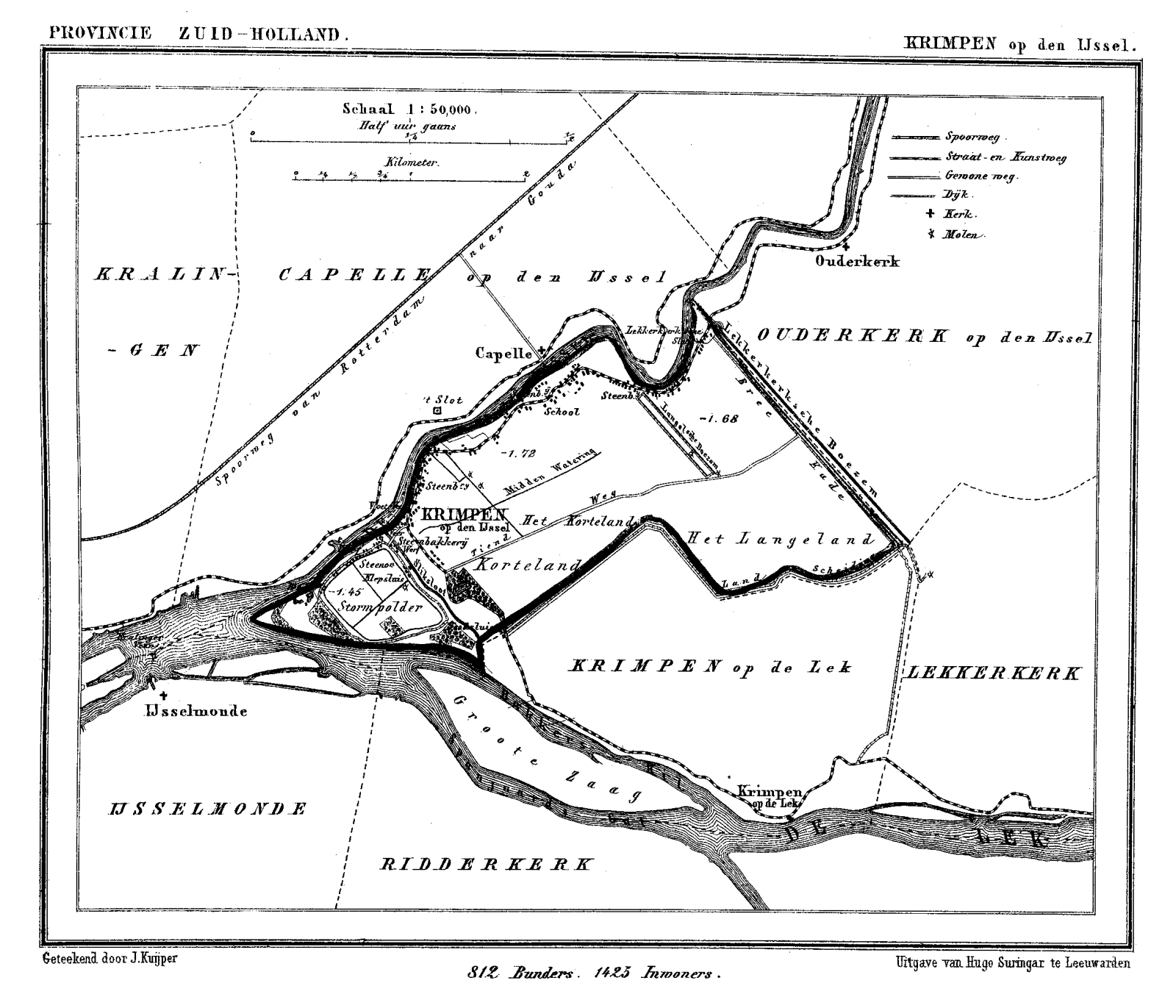
Stormpolder figure sur la carte de Krimpen de 1867 ; on distingue l'île en bas à gauche

Stormpolder est une ancienne commune néerlandaise de la Hollande-Méridionale, aujourd'hui hameau de la commune de Krimpen aan den IJssel.
Stormpolder a été érigé en commune le 1er avril 1817 par démembrement de la commune de Ouderkerk aan den IJssel. Le 1er septembre 1855 la commune fut supprimée et rattachée à Krimpen aan den IJssel, dont son territoire fait toujours partie de nos jours. Stormpolder est une île fluviale, qui se trouve sur le confluent de la Nouvelle Meuse et de l'IJssel hollandais, séparé de Krimpen par le Sliksloot.
En 1840, la commune de Stormpolder comptait 30 maisons et 253 habitants.